# Glycymeris nummaria
Glycymeris nummaria (Linnaeus, 1758) è una specie di mollusco marino bivalve della famiglia delle Glycymerididae.
Caratterizzata, come tutte le specie del genere Glycymeris, da una conchiglia equivalve a cerniera tassodonte, di dimensioni medio-grandi, è diffusa in Europa su fondali marini stabili, poco profondi e con sedimenti a granulometria eterogenea.

Fossile (Quaternario)
Fossile (Pliocene)